# 그리스 수학자 목록
역사적으로 그리스 문명은 수학의 역사와 발전에 중요한 역할을 하였다. 오늘날까지도 많은 그리스 수학자들이 수학에 큰 영향을 끼친 것으로 여겨진다.

## 고대 그리스 수학자
- 데모크리토스
- 디오판토스
- 마리노스
- 메나이크모스
- 메넬라오스
- 아낙사고라스
- 아르키메데스
- 아르키타스
- 아리스타르코스
- 아리스토텔레스
- 아폴로니오스
- 안티폰
- 에라토스테네스
- 에우독소스
- 에우클레이데스
- 코논
- 크리시포스
- 크세노크라테스
- 탈레스
- 테아노
- 테아이테토스
- 테오도로스
- 테오도시우스
- 포르피리오스
- 포세이도니오스
- 프로클로스
- 프톨레마이오스
- 피타고라스
- 필롤라오스
- 헤론
- 히파르코스
- 히파소스
- 히파티아
- 히피아스

## 비잔티움 제국 수학자
- 디오니시우스 엑시구스
- 막시무스 플라누데스
- 미카엘 프셀로스

## 현대 수학자
- 라파엘 살렘
- 로저 아페리
- 리오니더스 앨러오글루
- 콘스탄티노스 카라테오도리
- 흐리스토스 파파키리아코풀로스